# Sport, sport, sport
Sport, sport, sport (russisk: Спорт, спорт, спорт) er en sovjetisk spillefilm fra 1970 af Elem Klimov.

## Medvirkende
- Zinovij Gerdt
- Georgij Svetlani
- Larisa Sjepitko
- Nikita Mikhalkov
- Leonid Tarnovskij